# United Kennel Club
United Kennel Club, förkortas UKC, är en amerikansk kennelklubb som funnits sedan 1898 med huvudsäte i Kalamazoo. UKC är mer inriktad på bruksegenskaper och mindre på hundutställningar. UKC har till skillnad från den större amerikanska kennelklubben the American Kennel Club (AKC) inget samarbete med den internationella hundorganisationen Fédération Cynologique Internationale (FCI).